# Anders Nicolai Kiær
 Der er for få eller ingen kildehenvisninger i denne artikel, hvilket er et problem. Du kan hjælpe ved at angive troværdige kilder til de påstande, som fremføres i artiklen.

Anders Nicolai Kiær (15. september 1838 i Drammen - 16. april 1919) var en norsk statistiker.
Kiær blev Cand. jur. 1860 og 1861 ansat i Indredepartementets statistiske Kontor, det såkaldte Tabelkontor, hvis Chef han blev 1867. Efter at det statistiske Kontor 1876 var udskilt som selvstændigt Institut, »Det Statistiske Centralbyraa«, var Kiær dettes Direktør indtil 1913. Kiærs Virksomhed har væsentligst været knyttet til Centralbureauet, og under hans Styrelse af dette har norsk Statistik udviklet sig til at omfatte alle Sider af det økonomiske og sociale Liv. Den officielle Statistik voksede under K.’s Ledelse ikke blot i Omfang, men ogsaa i Kvalitet; dette viser sig ikke blot i Tabellernes Udarbejdelse, men ogsaa i Publikationernes Indledninger, hvor Hovedlinierne i Undersøgelsernes Resultater droges klart frem, ikke mindst inden for Befolkningsstatistikken.
Kiær interesserede sig stærkt for det internationale statistiske Arbejde og deltog fra 1860’erne i en lang Række internationale statistiske Møder og har paa dette Omraade tillige udfoldet en betydelig Produktion. Kendt er hans Værker vedrørende den internationale Skibsfart, der udarbejdedes efter Opfordring fra den internationale Kongres i Haag 1869. Han deltog i Grundlæggelsen af det i London 1885 stiftede Institut international de Statistique, hvis Hovedsæde er i Rom. Paa K.’s Initiativ mødtes Cheferne for de tre skandinaviske Landes statistiske Centralbureauer 1889, og det dermed paabegyndte intime Samarbejde i den skandinaviske Statistik er siden stadig fortsat med bl.a. det Formaal at fremme større Ensartethed i disse Landes officielle statistiske Publikationer. Inden for sit eget Land tog Kiær 1883 Del i Dannelsen af den norske statsøkonomiske Forening, hvis Organ, »Statsøkonomisk Tidsskrift« (1887 ff.), han redigerede i en Aarrække. Ogsaa det social-filantropiske Arbejde havde Kiærs Interesse, og han medvirkede her ved Stiftelsen af »Foreningen til Søndagens rette Brug« og af »Christiania Forening til Fremme af Sædelighed«.
Foruden vægtige Bidrag i den officielle Statistiks Publikationer har Kiær udg. en Række Værker af økonomisk og statistisk Indhold. En Del af de vigtigste er: Statistique internationale. Navigation maritime, I—IV (1876—92), »Bidrag til Belysning af Skibsfartens økonomiske Forhold« (1877), »International Skibsfartsstatistik. Tabeller vedk. Handelsflaaderne i Aarene 1850—86« (1887), »Dødeligheden i de første Leveaar« (1872), »Om Seddelbanker« (med særligt Hensyn til de skandinaviske Seddelbanker) (1877), »Smaalenenes Amt« i »Norges Land og Folk«, Bd I (1885), »Livs- og Dødstabeller for det norske Folk« (1888, ogsaa paa Tysk), »Oversigt over de vigtigste Resultater af de statistiske Tabeller vedk. Folkemængdens Bevægelse 1866—85« (1890), »Indtægts- og Formueforhold i Norge« 1892—93), »Den repræsentative Undersøgelsesmetode« (1897), Oversigt over Resultaterne af social-statistiske Undersøgelser foretaget af »Den parlamentariske Arbejderkommission« (1898—99, ogsaa i fr. Resumé), »Ny Bidrag til Belysning af Frugtbarhedsforholdene inden for Ægteskabet i Norge« (1902), »Statistische Beiträge zur Beleuchtung der ehelichen Fruchtbarkeit« (1903—05), »Indtægtsforhold« (til Brug for Folkeforsikringskomiteen, 1907—10), »Indtægts- og Formueforhold efter Skatteligningerne for 1913—14« (til Brug for Folkeforsikringsberegningerne, 1917).